# Kaisupeea
Kaisupeea,  rod gesnerijevki iz podtribusa Loxocarpinae, dio tribusa Trichosporeae Sastoji se od tri vrste iz  Tajlanda, Mjanmara i Laosa.. 
Rod je opisan u Nordic Journal of Botany 21(2): 115–119. 2001.  

## Etimologija
Ime roda je kombinacija imena dansko/tajlandskih botaničara, dana u čast prof. Kai Larsena i njegove tajlandske supruge, profesorice Supee Saksuwan Larsen, koji su oboje proučavali i objavili mnoge radove o tajlandskim biljkama. Prof. Larsen također je jedan od suosnivača projekta Flora of Thailand.

## Opis
Kaisupeea je rod rasprostranjen u jugoistočnoj Aziji, od Mjanmara preko Tajlanda i dijelova Laosa, često raste na vapnenačkim stijenama. Postoje tri vrste, K. herbacea, K. cyanea i K. orthocarpa, kao i najmanje jedna neimenovana vrsta. Neobične su u nekoliko pogleda, uključujući i to da su trajnice — nadzemno lišće odumire, a u sezoni ponovno niče iz podzemnog pupoljka.

## Vrste
1. Kaisupeea cyanea B.L.Burtt
2. Kaisupeea herbacea (C.B.Clarke) B.L.Burtt
3. Kaisupeea orthocarpa B.L.Burtt